# أوليفيا كالبو
أوليفيا فرانسيس كولبو (بالإنجليزية: Olivia Culpo) (وُلدت في 8 مايو 1992)، هي عارضة أزياء وممثلة وشخصية إعلامية أمريكية. فازت بلقب ملكة جمال رود آيلاند الولايات المتحدة الأمريكية، ثم تُوجت بلقب ملكة جمال الولايات المتحدة لعام 2012، وملكة جمال الكون لعام 2012.

## حياتها
نشأت أوليفيا في عائلة شغوفة بالموسيقى، وتُجيد العزف على آلة التشيلو (الكمنجة الكبيرة)، التي تُعد من أبرز اهتماماتها الفنية. من هواياتها متابعة الأفلام، لا سيما غير الأميركية والوثائقية، وزيارة المتاحف، وحضور الحفلات الموسيقية، إلى جانب حبها للغناء وقدرتها على إدخال البهجة إلى من حولها. كما تطمح أوليفيا إلى خوض تجربة التمثيل في عمل سينمائي أو تلفزيوني. خلال هذا العام، قررت دعم جهود التوعية بسرطاني الثدي والمبيض. وفي أغسطس 2013، كُشف أنها على علاقة عاطفية بالمغني نيك جوناس، أحد أعضاء فرقة "جوناس براذرز"، والذي التقت به خلال مشاركتها في مسابقة ملكة جمال أمريكا 2013، وقد أعلن عن علاقتهما خلال ظهوره في برنامج جوان ريفرز.

## وصلات خارجية
- اوليفيا كالبو على موقع IMDb (الإنجليزية)
- اوليفيا كالبو على موقع ميوزك برينز (الإنجليزية)
- اوليفيا كالبو على موقع قاعدة بيانات الفيلم (الإنجليزية)
- Miss USA Profile
- Olivia Culpo Photo Gallery